# Llech-Y-Tripedd
Llech-Y-Tripedd (auch Llech-y-Drybedd oder Llech-y-Trybedd bzw. the Altar Stone oder the Samson’s Quoit genannt) ist ein Portal Tomb oder Quoit südwestlich von Moylgrove, nahe der Cardigan Bay, in Dyfed, in Wales.
Der fein ausbalancierte Tripod-Dolmen besteht aus drei säulenartigen Tragsteinen, die den schweren dreieckigen Deckstein stützen, der etwa drei Meter lang, an der breitesten Stelle 2,5 Meter breit und fast einen Meter dick ist. An einer Seite der Kammer liegt ein umgefallener Stein, der im 17. Jahrhundert noch gestanden hat. Falls es je einen Steinhügel über der Kammer gab, so ist davon keine Spur erhalten, obwohl es mehrere kleine Felsen unterhalb des Decksteins gibt, bei denen es sich aber um Lesesteine handeln dürfte.

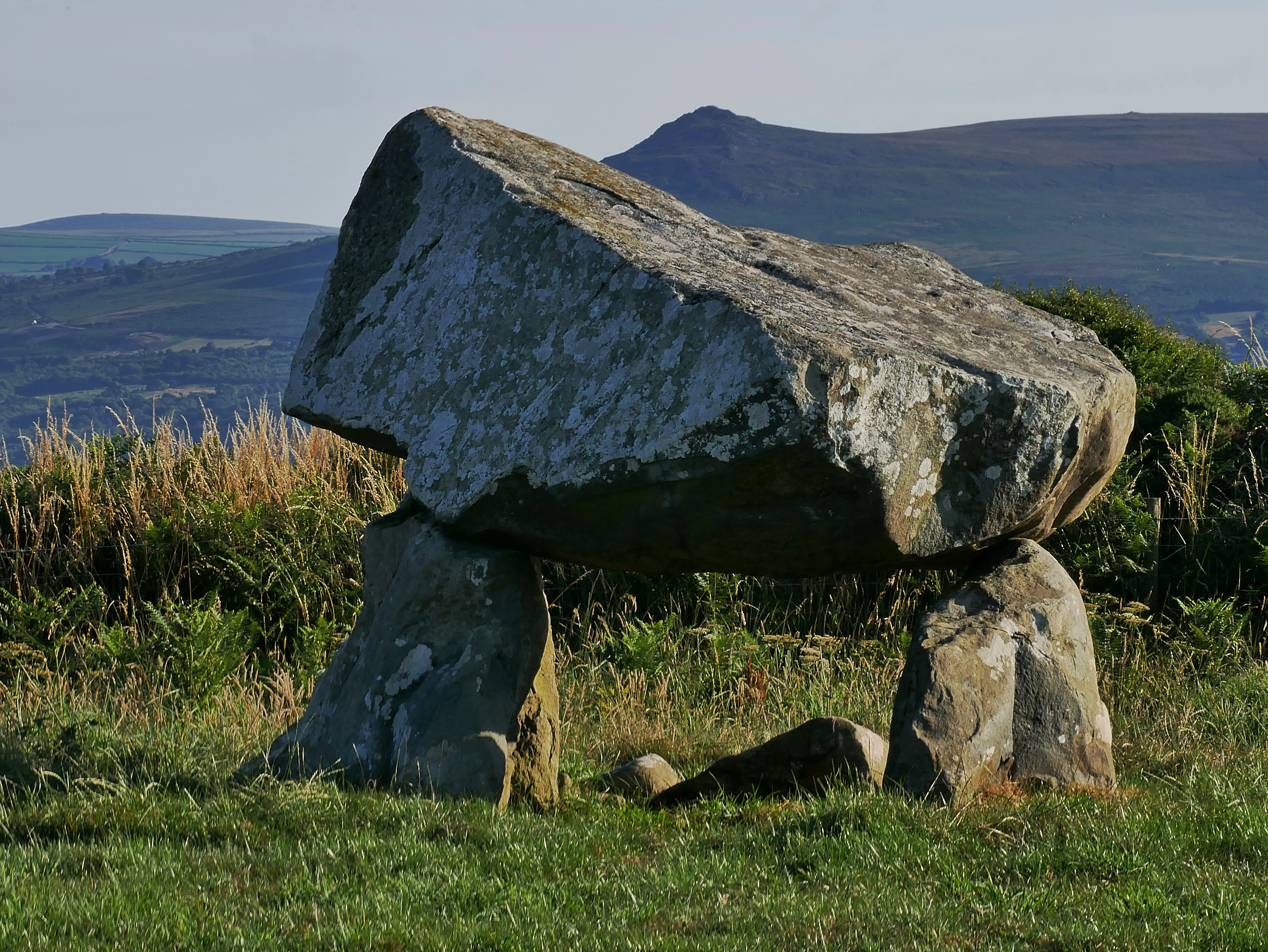
Llech-Y-Tripedd
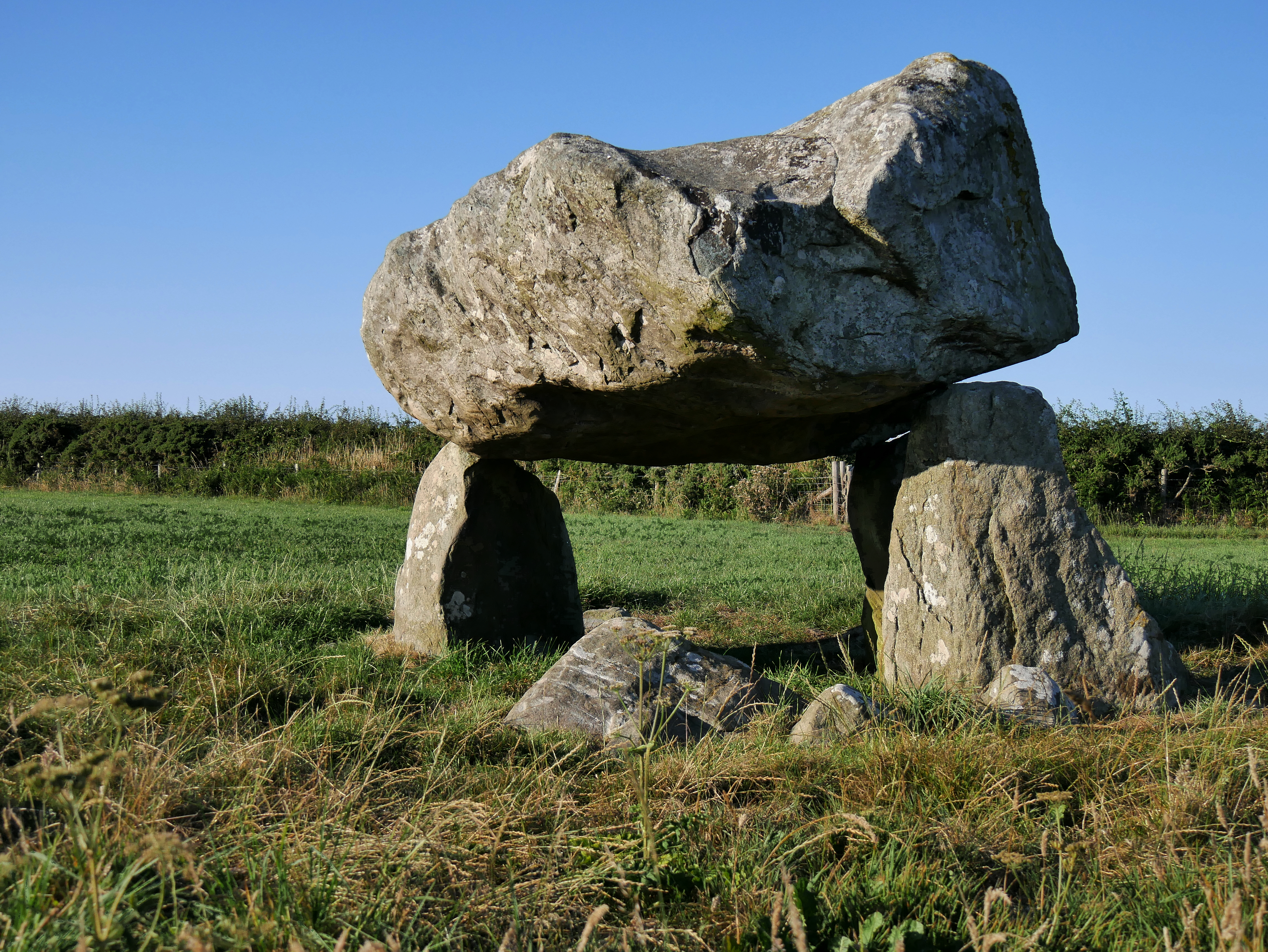
Llech-Y-Tripedd
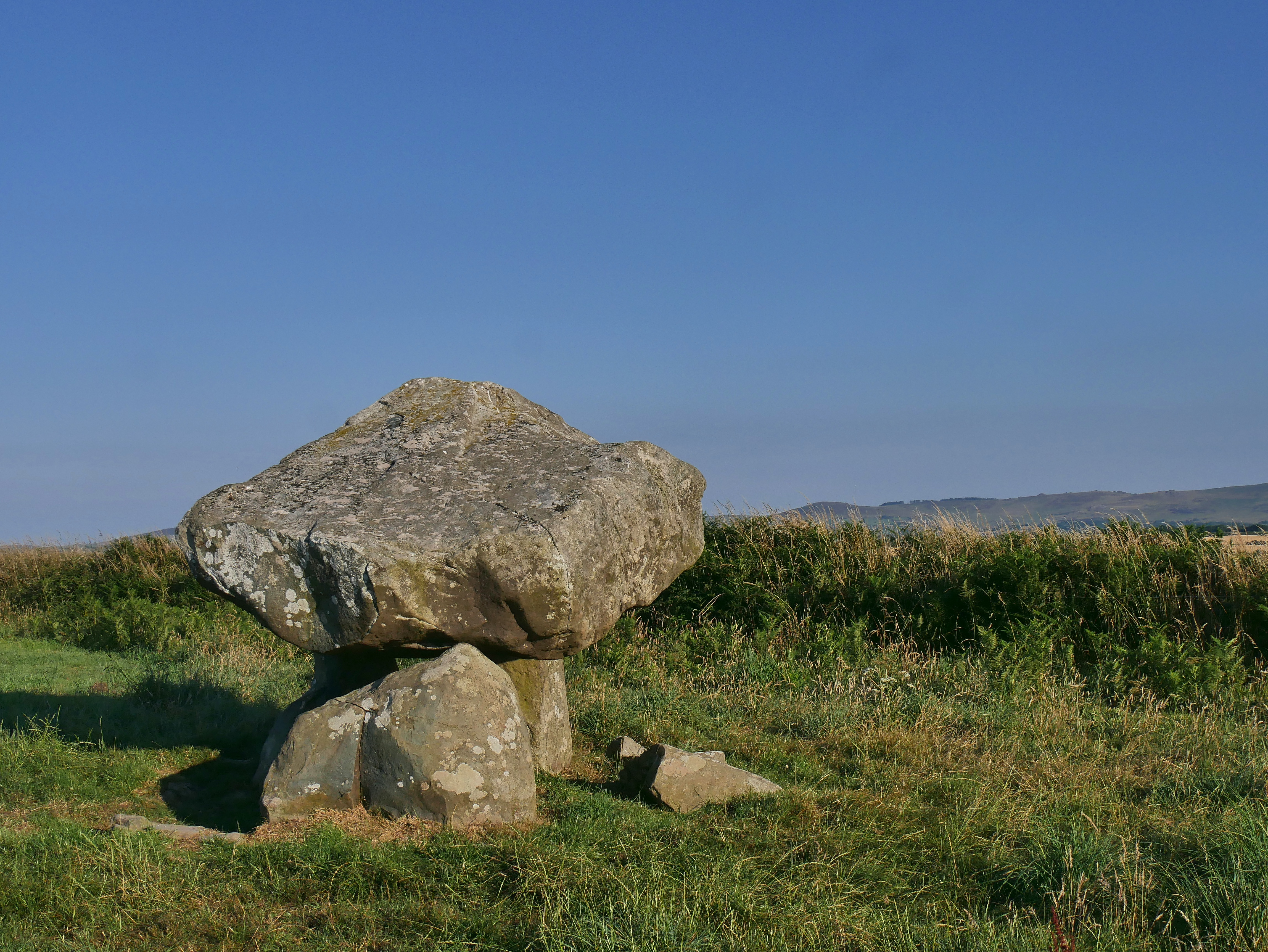
Llech-Y-Tripedd

Llech-y-Tripedd ist einer von drei ähnlichen Dolmen, die ein Dreieck im Norden der Preseli-Berge bilden. Die beiden anderen sind Carreg Coetan Arthur und Pentre Ifan. Alle drei könnten mit Carn Ingli, einem markanten Hügel im Nordwesten verbunden sein. Llech-y-Tribedd ist ein Scheduled Monument.
Ein Zauntritt über die Hecke führt zur Viehweide mit dem Dolmen. Etwa 1,0 km entfernt liegt der Dolmen von Trellyffaint.
Die Legende besagt, dass der Stein von der Spitze des Carn Ingli in seine derzeitigen Position von Samson – entweder die biblische Samson oder dem Heiligen des 6. Jahrhunderts, geworfen wurde.